# Parco Ujung
Il palazzo dell’acqua di Ujung è un edificio indonesiano, noto anche come Parco Ujung o Parco Sukasada, e durante l'epoca delle Indie orientali olandesi chiamato Waterpaleis. Luogo dall’architettura unica che combina influenze balinesi, cinesi e olandesi, rappresenta uno dei più grandi monumenti storici di Bali.

## Storia
Il Taman Ujung Karangasem è un ex palazzo reale, costruito nella prima parte del XX secolo, dalla famiglia della reggenza di Karangasem. Fu l'ultimo Raja Anak Agung Anglurah Ketut Karangasem (1887-1966) a commissionare il progetto nel 1909, su un gia’ esistente edificio del 1901. 
La costruzione del complesso architettonico inizio' nel 1921, dopo il completamento del parco iniziato nel 1901. I lavori di costruzione degli edifici vennero affidati all’esperto lavoro dei undagi (architetti balinesi), mentre la progettazione fu una collaborazione tra due architetti stranieri, l'olandese van Den Hentz ed il cinese Loto Ang.  Fu poi inaugurato nel 1937, tra i suoi ospiti illustri ci furono i reggenti del Siam (Thailandia), il governatore generale dei Paesi Bassi e i sultani di Surakarta e Yogyakarta.
Nel 1963, questa parte dell'est di Bali fu testimone dell'eruzione del vulcano Monte Agung, il palazzo sull'acqua fu completamente raso al suolo. Ricostruito e restaurato venne nuovamente distrutto nel 1979 a causa di un terremoto. Dopo anni di abbandono, il luogo subì dei lavori di ristrutturazione tra il 1998 e il 2001. Ora è una suggestiva attrazione turistica dello Stato indonesiano.

## Descrizione

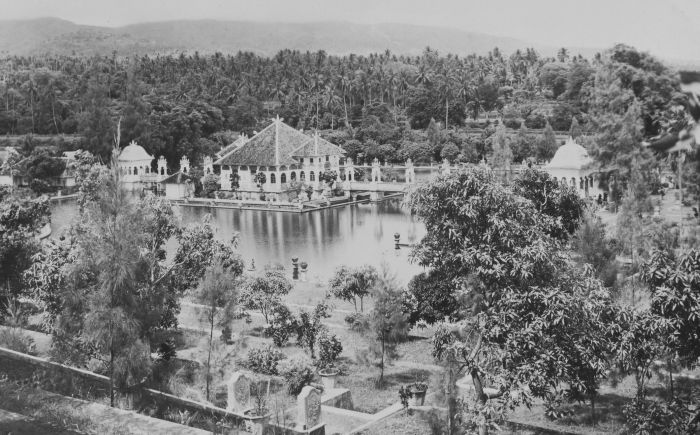
Il parco Ujung in una fotografia del 1935.

Taman Tirta Ugung è una ex tenuta residenziale di oltre 12 ettari nella parte orientale dell'isola balinese e si trova a circa 5 chilometri a sud-est del villaggio di Amlapura, sede della reggenza. Unisce una ricca storia culturale con splendidi giochi d'acqua, statue, ponti e giardini che circondano edifici dall'architettura unica che combina influenze balinesi, cinesi e olandesi.
Il suo nome, Taman Tirta Ugung, significa "Giardino sull’acqua alla fine" o "Giardino galleggiante al limite", la parola ujung in lingua balinese significa “estremità” e si riferisce al fatto che questo è uno dei punti più orientali e remoti di Bali, ed era il luogo più ad est dello stesso regno di Karangasem.
- Candi Bentar

All'ingresso dell’area del parco, ci sono tre candi bentar (cancelli d'ingresso) che si affacciano su dei frutteti ai lati delle scalinate che scendono verso le piscine interne. Il bale ship (padiglione della nave) è il cancello principale e si trova su un’altura al lato ovest del complesso architettonico, da dove si gode della vista dell'intera area circostante. Il nome  "cancello della nave" si riferisce alla costruzione originale a forma di barca del 1909. 
- Taman Tirta Ugung

Edificio principale è disposto attorno a tre stagni comunicanti con padiglioni galleggianti al centro di ciascuno di essi, collegati ai bordi delle piscine da caratteristici ponti in pietra scolpita; tutta la struttura galleggiante, poi, è circondata da giardini, viali, piccole piscine, statue e sculture. Nella piscina centrale sorge l'edificio principale il gili bale (padiglione dell’isola o padiglione reale), che si trova sull’estremo versante nord sia del complesso residenziale che dell'isola stessa di Bali. Atipicamente dai  bale balinese, questo edificio ha muri su ogni lato e una facciata di color bianca, in stile coloniale olandese. Un altro tratto distintivo del padiglione è l'uso del cemento, allora considerato una nuova tecnologia e un segno caratteristico dell’influenza occidentale sul luogo. 
- Bale Kapal e  Bale Bengong

Sul lato ovest del palazzo principale si trova il bale kapal, una particolare rampa di scale molto decorata e imponente, che domina la visuale sugli stagni e si affaccia su tutti i giardini, sui boschetti di cocco, sulla spiaggia di Ujung e sul monte Lempuyang. Dalla rampa, si accede al  bale bengong (il padiglione del pilastro) un tradizionale padiglione balinese senza mura sorretto da un pilastro centrale. Il luogo era adibito alla meditazione.
- Pura Manikan

Sul territorio del parco c’è anche il tempio Manikan, è un pura tirta tempio balinese dell'acqua, attivo ed utilizzato per i rituali di purificazione dei pellegrini che si immergono nell'amritha, le acque sacre. Il tempio è particolarmente frequentato durante il melasti, la cerimonia annuale di purificazione.
- Tirta Kolam Dirah ed il “Pura Dirah”

Nella zona più orientale del complesso si trova la piscina più antica del parco, lo stagno di Kolam Dirah. Nel 2019, nella stessa zona, entrando dal cancello meridionale, è stato costruito il Pura Dirah. Il santuario e lo stagno sono entrambi dimora della regina delle streghe Kolam Dirah, meglio conosciuta come Calon Arang.
Durante il regno di Karangasem, la piscina di Dirah era un luogo in cui venivano praticate "esecuzioni per immersione". I prigionieri o i servitori del re che violavano la legge, venivano gettati e bagnati nelle acque dello stagno. Secondo la credenza popolare, solo la persona colpevole si ammalava e inseguito moriva.

## Galleria d'immagini

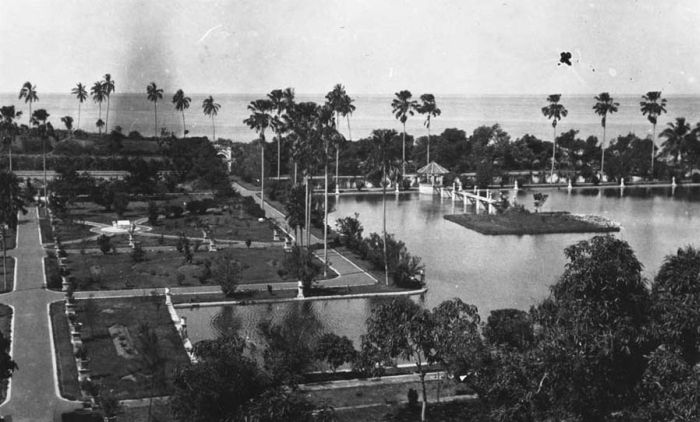
Panoramica del parco Ujung del 1933
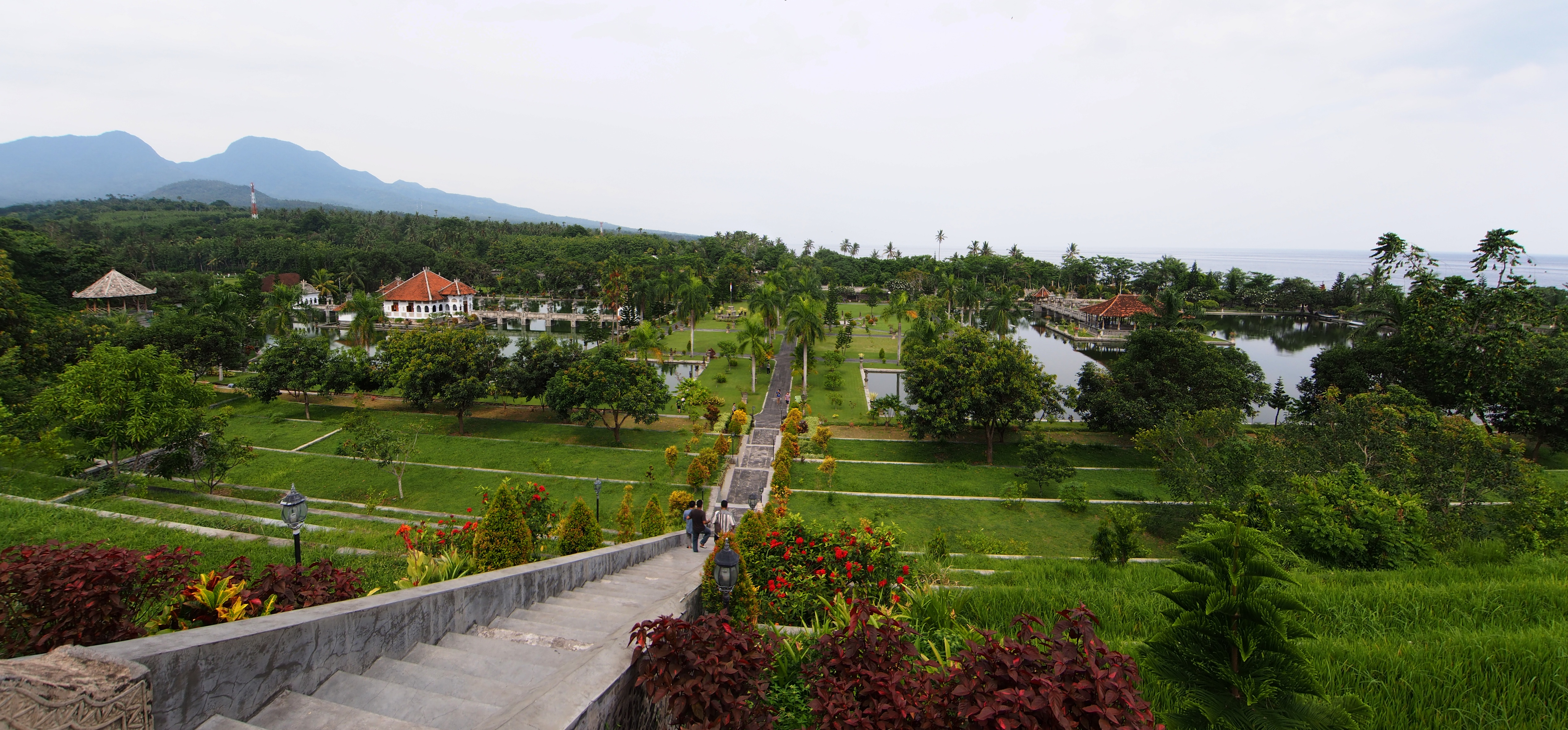
Vista generale dal Bale Kapal
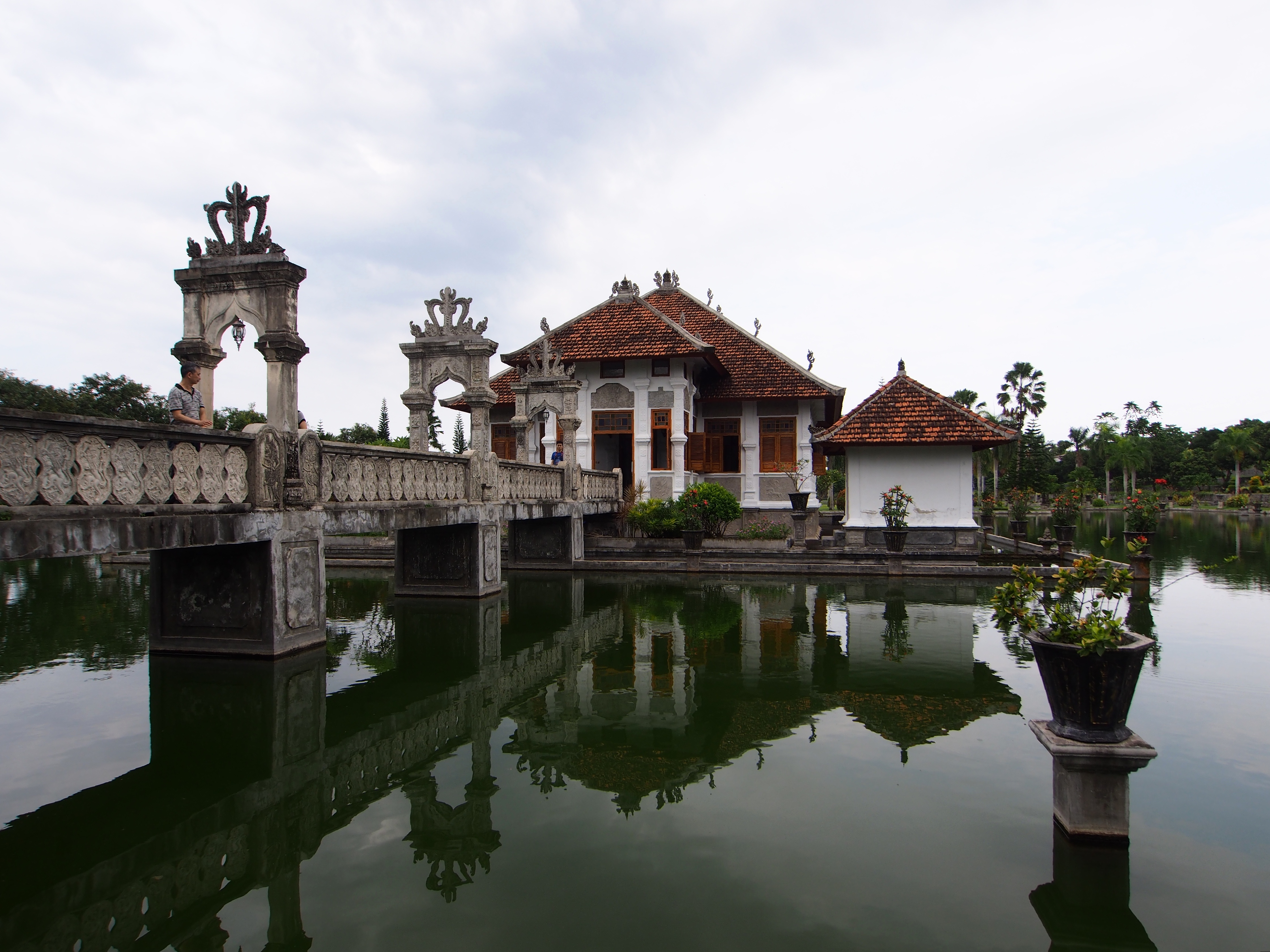
Il ponte sul padiglione Gili Bale
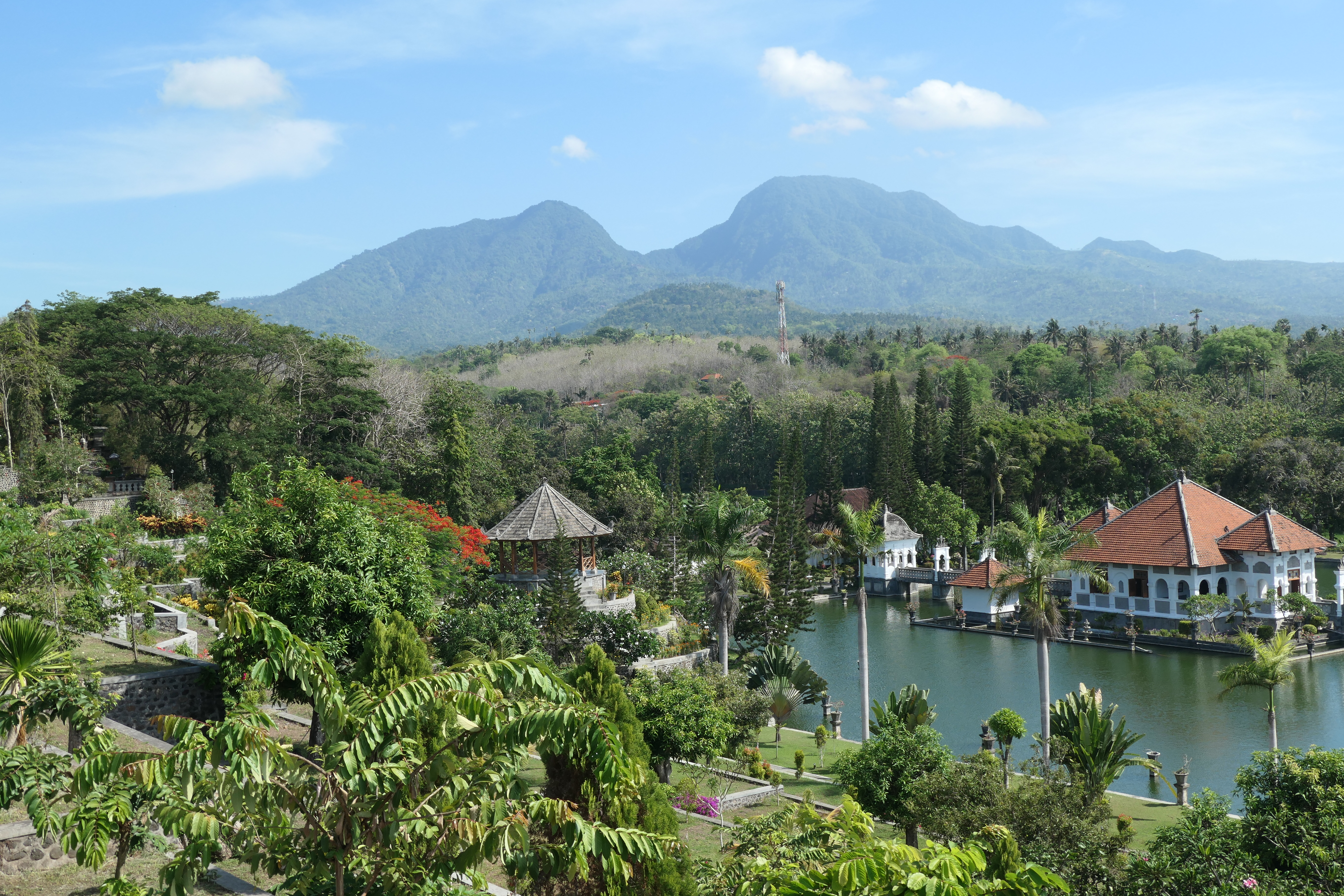
Vista del palazo di Karagasem con il vulcano Monte Agung
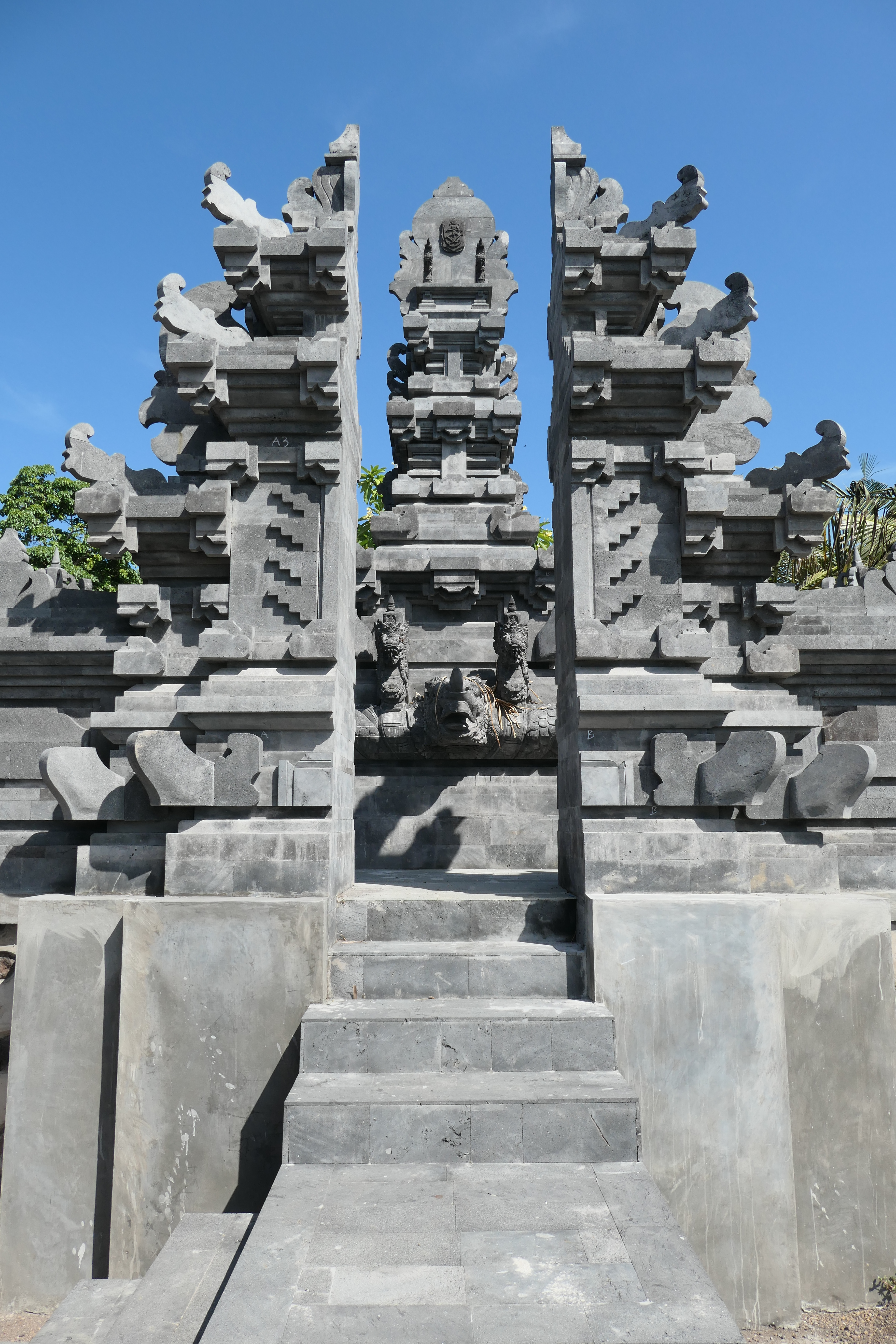
Ingresso del santuario di Hyang Widhi Shrine, nel Pura Manikan
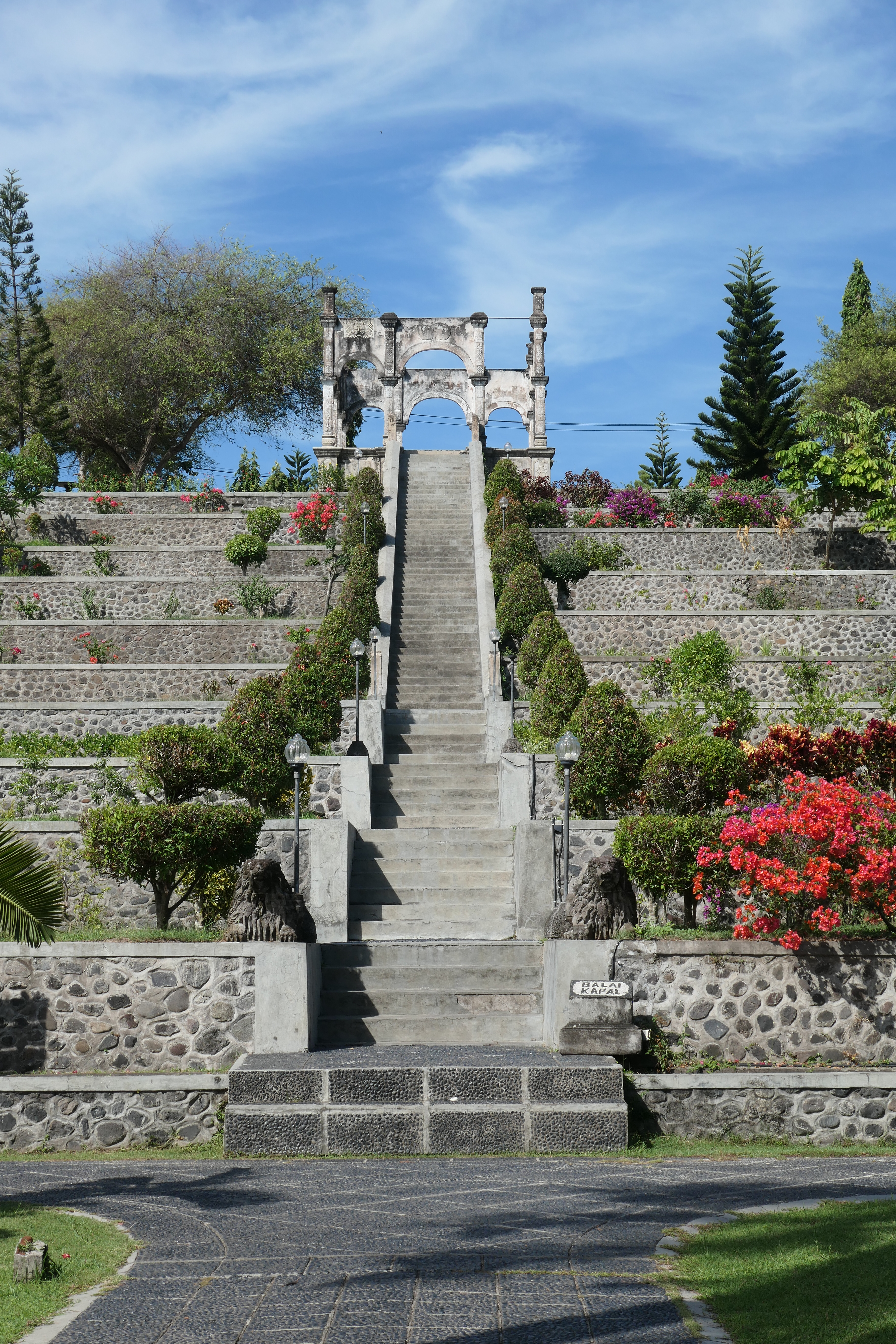
Rapa di uno degli scaloni del palazzo galleggiante di Ujunj
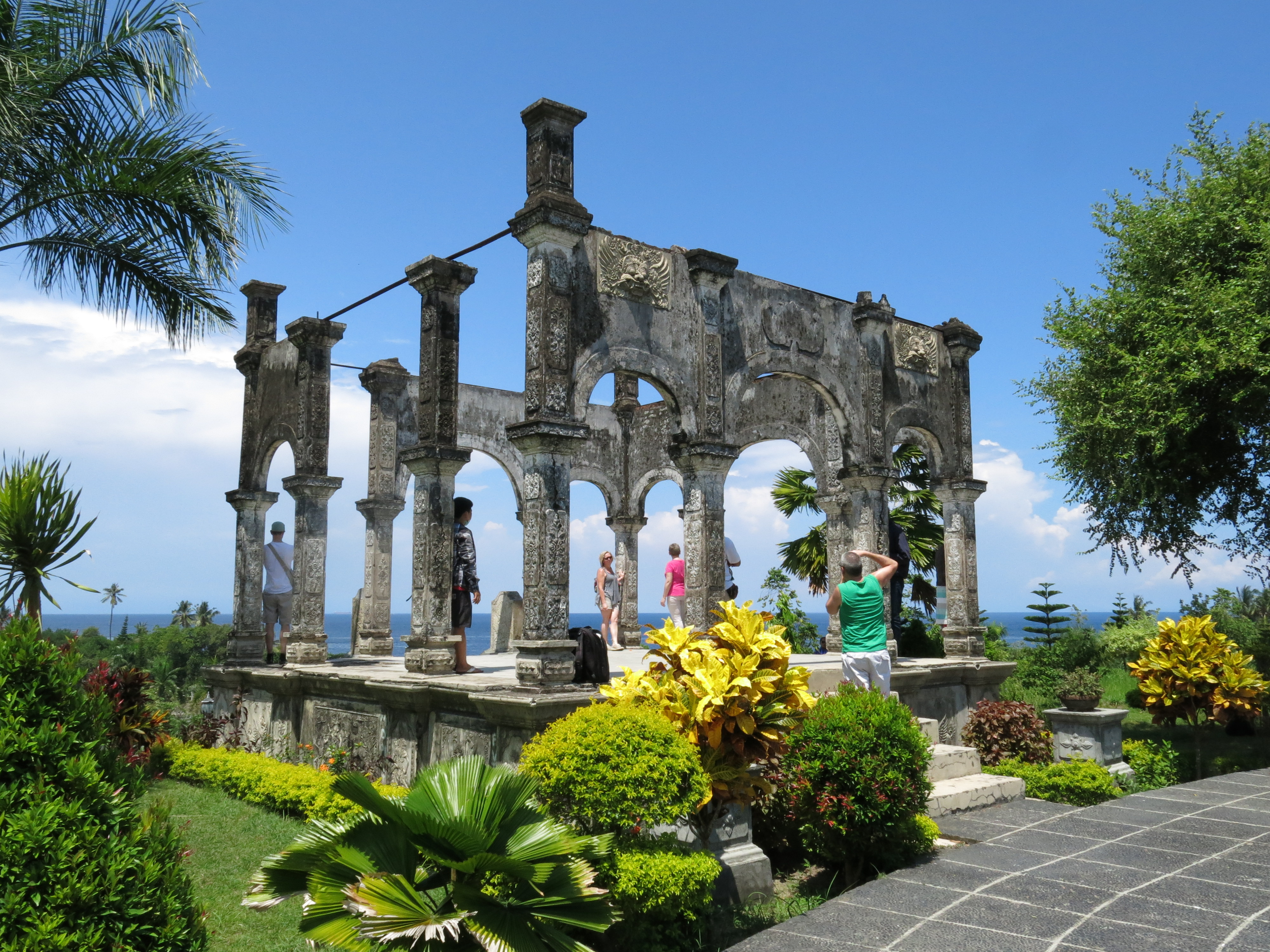